# Kholagaun (Sindhuli)
Pour les articles homonymes, voir Kholagaun.
Kholagaun (en népalais : खोलागाउँ) est un comité de développement villageois du Népal situé dans le district de Sindhuli. Au recensement de 2011, il comptait 2 829 habitants.